# 1953 no teatro

## Nascimentos
| Data           | Nome         | Profissão | Nacionalidade  | Observações | Ref |
| -------------- | ------------ | --------- | -------------- | ----------- | --- |
| 22 de setembro | Zezé Polessa | atriz     | Brasil         |             |     |
| 17 de dezembro | Bill Pullman | ator      | Estados Unidos |             |     |

## Mortes
| Data          | Nome        | Profissão             | Nacionalidade | Observações | Ref |
| ------------- | ----------- | --------------------- | ------------- | ----------- | --- |
| 11 de janeiro | Hans Aanrud | narrador e dramaturgo | Noruega       | n. 1863     |     |